# Canthon curvipes
Canthon curvipes là một loài bọ cánh cứng trong họ Bọ hung (Scarabaeidae).